# Pfriemenginster

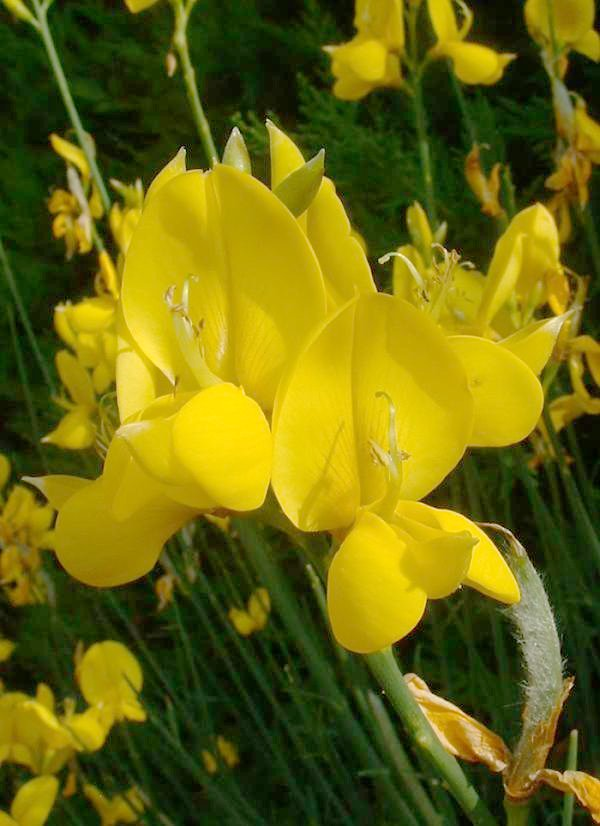
Zygomorphe Blüten

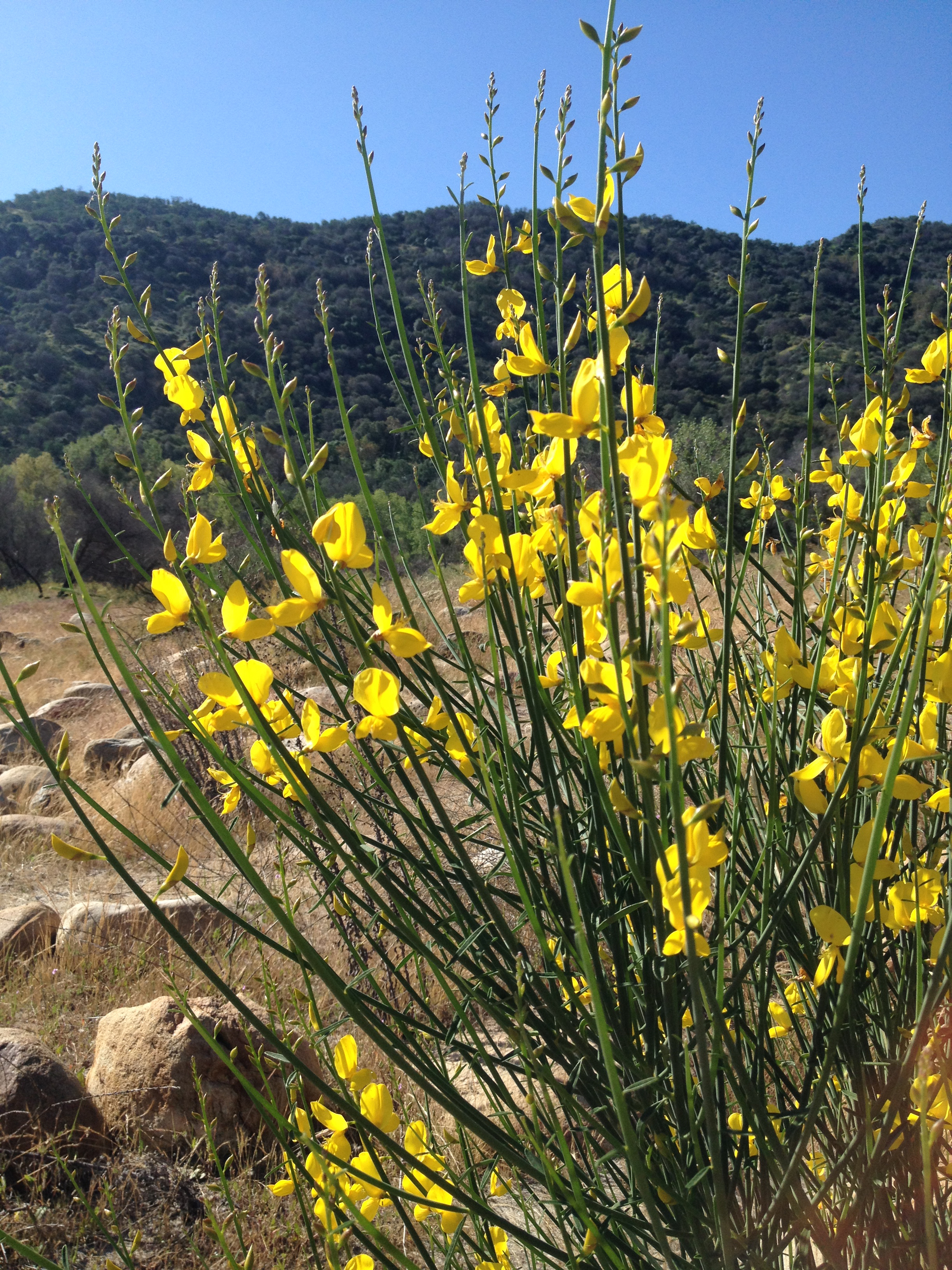
Pfriemenginster (Spartium junceum)

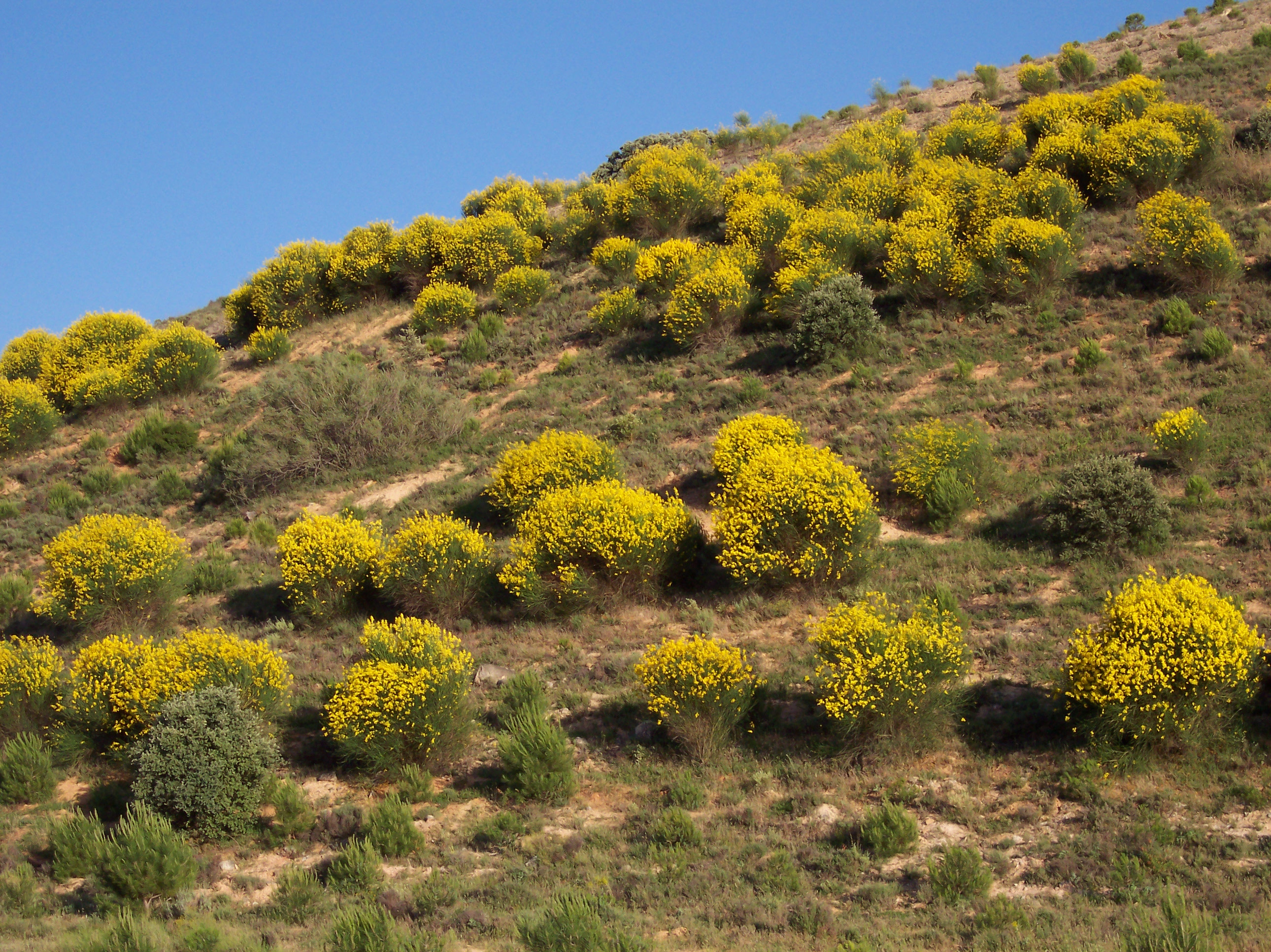
Pfriemenginster (Spartium junceum)

Der Pfriemenginster (Spartium junceum), auch Binsenginster oder Spanischer Ginster genannt, ist die einzige Art der monotypischen Pflanzengattung Spartium innerhalb der Familie der Hülsenfrüchtler (Fabaceae). Er gehört daher nicht zur Gattung der Ginster (Genista). Der Pfriemenstrauch zählt zu den sogenannten Rutensträuchern, die schon im Frühsommer ihre Blätter abwerfen. Die Photosynthese geschieht dann nur in den grünen Zweigen, um die Verdunstung von Wasser durch die Blätter zu verhindern. Die Art ist stark giftig, Vergiftungen führen zu Erbrechen, Atemlähmung und Nierenschäden.

## Beschreibung
Der Binsenginster ist ein sommergrüner, 2 bis 3 Meter hoher aufrechter und reichverzweigter, im Alter breit buschiger Strauch mit grau berindeten Stämmen. Die jungen Zweige sind binsenartig, fein gerieft, kahl, rundlich und sehr biegsam. Sie werden später graubraun und haben grüne Längsstreifen. Die Winterknospen sind sehr klein. Die einfachen und sitzenden Blätter stehen wechselständig. Sie sind beidseitig grün, länglich-lanzettlich und 1,5 bis 3 Zentimeter lang und 3 Millimeter breit. Die Blattoberseite ist kahl, die Mittelrippe der Blattunterseite ist anliegend behaart. Sie werden früh abgeworfen. Nebenblätter fehlen.
Die Blüten sind leuchtend gelb und stark duftend. Sie werden 2 bis 2,5 Zentimeter groß und stehen auf 5 Millimeter langen Blütenstielen in langen, lockeren Trauben endständig an jungen Trieben. Der Kelch ist einlippig und fünfzähnig und an der Oberseite scheidig aufgespalten. Die Fahne ist groß und mehr oder weniger zurückgebogen. Die Flügel sind kürzer als der einwärts gekrümmte Kiel. Schiffchen und Flügel sind außen silbrig behaart. Die zehn Staubblätter sind ungleich lang miteinander verwachsen. Das einzelne Fruchtblatt ist oberständig. Blütezeit ist von April bis Juni. Als Früchte werden 5 bis 10 Zentimeter lange, seitlich abgeflachte, leicht gebogene, schwarzbraune Hülsen gebildet, die sich zwischen den Samen verengen. Die Hülsen  sind anfangs seidig behaart und später verkahlend. Sie enthalten 10 bis 20 glänzende, rotbraune Samen von 4 Millimeter Länge. Die Hülsen öffnen sich meist erst längere Zeit nach der Samenreife explosionsartig. Dabei werden die Fruchtblatthälften schraubig eingerollt und die Samen weit weggeschleudert.
Die Chromosomenzahl beträgt 2n = 46 oder 52.

## Verbreitung und Standortansprüche
Der Pfriemenginster ist im ganzen Mittelmeerraum zu finden, in Europa ist er auf der Iberischen Halbinsel, in Frankreich, auf der Apenninenhalbinsel und auf dem Balkan verbreitet. Er fehlt jedoch auf den Balearischen Inseln. In Asien erstreckt sich das Verbreitungsgebiet über Kleinasien, Syrien, Palästina und den Kaukasus. Außerdem findet man die Art in Nordwestafrika bis nach Libyen. Auf der Krim, auf den Kanarischen Inseln und auf den Azoren ist er verwildert, aber auch in Kalifornien, Mexiko sowie in den Anden Perus und Boliviens, wo er nicht nur auf Spanisch, sondern auch auf Quechua retama oder ritama genannt wird (nicht zu verwechseln mit dem gleichen Gattungsnamen, der andere Arten der Tribus Genisteae im Mittelmeerraum umfasst). In Südafrika wird er als Gefahr für die dortige Flora gesehen.
Der Pfriemenginster ist eine Charakterpflanze der Macchie und der Garrigue. Man findet ihn auf Trockenhängen und Felsen, an Wegrändern und Brachen, aber auch in lichten Wäldern und Korkeichen-Beständen. Er bevorzugt trockene bis frische, nährstoffreiche, schwach saure bis stark alkalische, sandige, sandig kiesige oder sandig lehmige Böden, man findet ihn häufig auf Kalk. Er fehlt jedoch in der Urgesteinmacchie, wo er durch den Dornginster (Calicotome) ersetzt wird. Der Pfriemenginster ist empfindlich auf Nässe und Frost und gedeiht meist an sonnig heißen Standorten. Er steigt im Libanon bis 1700 Meter und in Bolivien bis 4000 Meter Meereshöhe auf.
Die ökologischen Zeigerwerte nach Landolt et al. 2010 sind in der Schweiz: Feuchtezahl F = 2 (mäßig trocken), Lichtzahl L = 3 (halbschattig), Reaktionszahl R = 3 (schwach sauer bis neutral), Temperaturzahl T = 4+ (warm-kollin), Nährstoffzahl N = 3 (mäßig nährstoffarm bis mäßig nährstoffreich), Kontinentalitätszahl K = 2 (subozeanisch).

## Ökologie

### Bestäubung
Die Bestäubung erfolgt ähnlich wie beim Besenginster durch Großbienen, in Mitteleuropa vor allem durch Holzbienen (Xylocopa). Landet ein solches Insekt auf den Flügeln der Blüte, drücken diese auf das Schiffchen, worauf sich das Schiffchen durch den Druck von Griffel und Staubblättern zu spalten beginnt. Ist etwa die Hälfte des Schiffchens gespalten, schnellen die fünf kürzeren Staubblätter hervor und schleudern dabei den Pollen auf die Bauchseite des Insekts. Wenn auch das hintere Ende des Schiffchens gespalten ist, schnellt der Griffel hervor und belädt sich mit den Pollen am Rücken des Insekts, worauf die längeren Staubblätter ebenfalls ihren Pollen am Rücken des Insekts unterbringen. Der Vorgang kann nicht wiederholt werden, die Bestäubung erfolgt nur einmal. Honigbienen können den Mechanismus aufgrund des geringeren Gewichts nicht auslösen; sie sammeln jedoch Restpollen, der sich noch im Schiffchen befinden kann.

### Trockenheit
Der Binsenginster ist gut an Trockenstandorte angepasst. Die schon kleinen Laubblätter werden im Frühsommer abgeworfen. Die Photosynthese erfolgt danach nur in den grünen Sprossachsen, wodurch der Wasserverlust durch Verdunstung vermindert wird.

## Systematik und Etymologie
Der Pfriemenginster (Spartium junceum) ist die einzige Art in der daher monotypischen Gattung Spartium. Die Gattung wird der Tribus Genisteae in der Unterfamilie der Schmetterlingsblütler (Faboideae) zugeordnet.
Der Gattungsname Spartium leitet sich vom griechischen Wort sparton für Seil ab, was sich auf die Verwendung der rutenförmigen Zweige bezieht. Das Epitheton junceum leitet sich vom lateinischen juncus für Binse ab.
Die deutschen Namen „Pfriemenginster“ und „Pfriem“ für die Pflanze beruhen auf mittelhochdeutsch pfrimme („Dornstrauch“, ‚Binsenginster‘) und pfrieme (‚Pfriem‘, ‚spitzes Werkzeug zum Stechen‘). Lateinisch genesta (deutsch pfremen oder gynst) bezeichneten ursprünglich ebenfalls den Pfriemenstrauch.
Der Pfriemenginster wurde 1753 von Carl von Linné in Species Plantarum Band 2, Seite 708 als Spartium junceum erstbeschrieben.

## Giftigkeit
Alle Teile des Pfriemenginsters sind stark giftig. Hauptwirkstoffe sind Cytisin in allen oberirdischen Teilen und besonders in den Samen, Methylcytisin, Anagyrin und in den Blüten Spartein. Vergiftungserscheinungen sind Erbrechen, Nierenschädigungen und Atemlähmung.

## Verwendung
Der Pfriemenginster wird wegen seiner ansehnlichen Blüten schon seit dem 16. Jahrhundert in Mitteleuropa als Zierstrauch gepflanzt, wobei auch Sorten mit gefüllten Blüten gezüchtet wurden. Im Weinbauklima ist er völlig winterhart, erweist sich aber auch in anderen Gebieten Deutschlands als erstaunlich hart. Früher wurde die Art auch als Heilpflanze verwendet und aus jungen Blättern und Samen ein Brech- und Abführmittel gewonnen. Die Triebe wurden zum Flechten von Körben und auch für Schuhe eingesetzt. Aus den Bastfasern wurden im Altertum Seile und Taue gefertigt.

## Nachweise